# Квебекська федерація аутизму
Квебекська федерація аутизму (КФА) — асоціація організацій та осіб, які поділяють інтереси осіб з аутизмом, їх родин та близьких. КФА орієнтована на проблему аутизму в провінції Квебек.

## Історія
Була створена групою батьків дітей з аутизмом під назвою «Квебекське товариство дітей з аутизмом» у відповідь на шкільну сегрегацію, якій піддавались ці діти. Назва в 1983 році змінилася на «Квебекську спільноту аутизму», а потім на «Квебекську федерацію аутизму та інших поширених розладів розвитку» в 2001 році. Метою об'єднання є досягнення соціальної інтеграції людей з аутизмом шляхом боротьби з дискримінацією. 2011 рік ознаменував нову зміну назви для Федерації, яка стає Квебекською федерацією аутизму і таким чином підтримує нинішній міжнародний консенсус, який об'єднує всі поширені розлади розвитку під єдиним терміном «розлад спектру аутизму».

## Мета
Одне з положень КФА пояснює місію даного об'єднання: «З цією заявою Федерація заявляє, що вона має намір вживати будь-яких заходів чи заходів для надання реальної підтримки зацікавленим сторонам. Цей вклад передбачає впровадження стратегій, що дозволяють цим суб'єктам мобілізувати та групувати спільні цілі.»
Діяльність FQA включає:
- Адвокація
  - представництво серед громадськості,
  - представництво серед політичних сил,
  - консультація та підготовка документації,
  - участь у конференціях та круглих столах;
- інформація та навчання:
  - розробка та організація навчання,
  - створення переліку освітніх заходів,
  - документаційний центр, інформаційні підбірки, журнал L ' Express та довідковий вебсайт про аутизм;
- просування:
  - громадська діяльність з поширення інформації,
  - сприяння ініціативам з розробки оптимальних умов для людей з аутизмом;
- життя організації:
  - посилання,
  - увага та підтримка,
  - інформаційні бюлетені для членів організації,

## Публікації
КФА створила численні публікації:
- Développer les habiletés des personnes autistes dans un contexte d'intimidation (2017).
- Guide de sexualité pour les autistes au pays des neurotypiques (2017).
- Autisme: Guide à l'intention des familles (2016).
- Guide à l'emploi pour les TSA au pays des neurotypiques (2013).
- Camp de jour et de répit spécialisé en TED Guide pour les animateurs (2012).
- Guide de vie pour les TED au pays des neurotypiques (2009).
- À l'intention des parents: Guide de notions de base en matière d'habiletés sociales (2009).
- À l'intention des parents: un guide pour leurs premières démarches (2005).